# Liste der Naturdenkmale in Mendig
Die Liste der Naturdenkmale in Mendig nennt die im Gemeindegebiet von Mendig ausgewiesenen Naturdenkmale (Stand 2. Mai 2024).

## Ehemalige Naturdenkmale
| Nr.         | Bezeichnung | Lage                                              | Beschreibung                                                            | Bild                                    |
| ----------- | ----------- | ------------------------------------------------- | ----------------------------------------------------------------------- | --------------------------------------- |
| ND-7137-377 | Robinie     | Niedermendig, südlich des Ortes an der B 256 Lage | Robinia pseudoacacia; Rechtsverordnung am 16. September 2013 aufgehoben | Direkt Bild zu diesem Denkmal hochladen |